# Tituly a vyznamenání Ludvíka II. Monackého

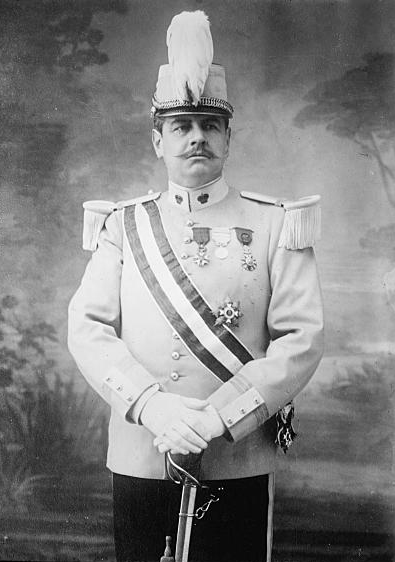
Ludvík II. Monacký v uniformě zdobené vyznamenáními, včetně šerpy Řádu svatého Karla

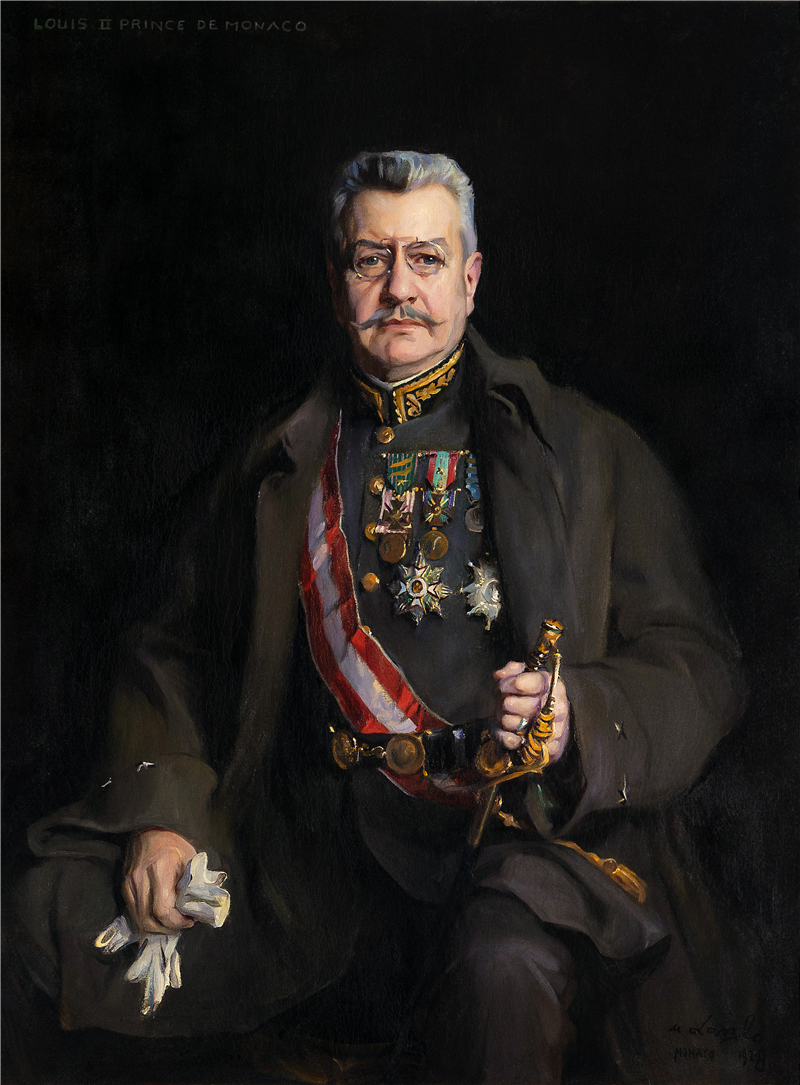
Portrét Ludvíka II. Monackého v uniformě s několika vyznamenáními, včetně šerpy Řádu svatého Karla

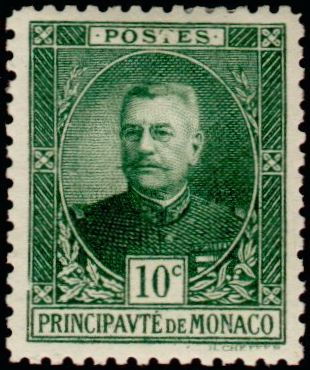
Monacká poštovní známka s portrétem Ludvíka II. Monackého

Monacký kníže Ludvík II., celým jménem Louis Honoré Charles Antoine Grimaldi obdržel během svého života řadu titulů a vyznamenání. Během své vlády v letech 1922 až 1949 byl také velmistrem monackého Řádu svatého Karla.

## Tituly
- 12. července 1870 – 10. září 1889: Jeho jasná Výsost princ Louis Honoré Charles Antoine Monacký
- 10. září 1889 – 26. června 1922: Jeho jasná Výsost dědičný princ monacký
- 26. června 1922 – 9. května 1949: Jeho jasná Výsost monacký panovník

## Vyznamenání

### Monacká vyznamenání
- velmistr Řádu svatého Karla (1922–1949)

### Zahraniční vyznamenání
- Bádenské velkovévodství
  -  velkokříž Vojenského záslužného řádu Karla Fridricha
- Belgie
  -  velkostuha Řádu Leopolda
  -  Croix de guerre 1914–1918
- Dánsko
  -  rytíř Řádu slona – 23. března 1929[1]
- Egyptské království
  -  velkostuha Řádu Muhammada Alího
- Francie
  -  velkokříž Řádu čestné legie
  -  Médaille militaire
  -  Croix de Guerre 1914–1918 se dvěma bronzovými palmami
  -  Válečný kříž za operace na vnějších bojištích
  -  Vítězná medaile
  -  Croix du combattant
  -  Dobrovolnický kříž 1939–1945
  - Řád Francisque – Vichistická Francie
- Italské království
  -  rytíř Řádu zvěstování
  -  velkokříž Řádu svatých Mořice a Lazara
  -  velkokříž Řádu italské koruny
  -  Válečný záslužný kříž
- Libanon
  -  speciální třída Řádu za zásluhy
- Lucembursko
  -  rytíř Nasavského domácího řádu zlatého lva
- Portugalsko
  -  velkokříž Řádu věže a meče
  -  velkokříž Řádu svatého Jakuba od meče
- Řecko
  -  velkokříž Řádu Jiřího I.
  -  velkokříž Řádu Spasitele
- Srbské království
  -  velkkříž Řádu hvězdy Karadjordjevićů, civilní divize
- Španělsko
  -  velkokříž s řetězem Řádu Karla III. – 1901/1902[2]
- Švédsko
  -  komtur velkokříže Řádu polární hvězdy – 1906[3]
  -  rytíř Řádu Serafínů – 9. dubna 1923[3]
- Vatikán
  -  rytíř Řádu zlaté ostruhy
  -  rytíř Řádu Pia IX.
- Württemberské království
  -  velkokříž Řádu württemberské koruny – 1889[4]